# Esteban Granero
Esteban Félix Granero Molina, ou simplesmente Esteban Granero (Madrid, 2 de julho de 1987) é um futebolista espanhol que atua como meia. Atualmente, joga pelo Marbella FC.

## Carreira
Granero foi formado nas divisões de base do Real Madrid. Em 2007 se transferiu ao Getafe, clube onde ficou até 2009, quando o Real Madrid acionou a cláusula de recompra por quatro milhões de euros.
com chances escassas no estrelado elenco do Real Madrid, acertou sua transferência para o Queens Park Rangers, clube londrino que disputa a Premier League inglesa, em 30 de agosto de 2012.
A temporada 2013-14 atuou por empréstimo de um ano na Real Sociedad. Em julho de 2014 foi contratado em definitivo até 2018.

## Títulos
Real Madrid
- Copa del Rey: 2010–11
- Campeonato Espanhol: 2011–12
- Supercopa da Espanha: 2012
- Troféu Santiago Bernabéu: 2010 e 2011